# Kelaino (nimf)
Kelaino (Oudgrieks: Κελαινώ, Kelaínō), soms gespeld als Celaeno, is een figuur uit de Griekse mythologie. Ze is een van de zeven Pleiaden, de dochters van de Titaan Atlas en de Oceanide Pleione.

## Betekenis en Interpretatie
De naam Kelaino (Κελαινώ) betekent "de donkere" of "de verduisterde".